# 贡山玉叶金花
贡山玉叶金花（学名：Mussaenda treutleri），为茜草科玉叶金花属下的一个植物种。